# Concepció Pallardó i Guillot
Concepció Pallardó i Guillot (Barcelona, o Cervera, ca. 1848 - Barcelona, 26 de desembre de 1927) fou una actriu catalana, una de les de més renom en la fi del segle xix en el panorama teatral català.

## Biografia
Segons l'acta de casament, Concepció Pallardó i Guillot nasqué a Cervera pels volts del 1848, filla d'Antoni Pallardó, natural de València, i Maria de la Cruz Guillot, natural de Valladolid. Era germana de l'autor teatral i periodista Alfred Pallardó i Guillot.
La seva activitat artística començà el 1863 en un petit teatre per a aficionats anomenat Mendizábal, acabat de constituir i situat a tocar del Teatre Romea, així com en associacions teatrals com el «Niu Guerrer» i «Els antics guerrers». Durant molts anys actuà en diversos teatres de Barcelona i rodalia, i entrà al Romea el 1880 com a primera actriu, on compartí cartell amb el quadre d'actors catalans format, entre d'altres, per Carme Parreño, Caterina Mirambell i Caterina Fontova. Hi treballà fins a la temporada 1888-89, i estrenà obres de Riera i Bertran, Guimerà, Soler i Hubert, i Ferrer i Codina amb gran èxit: Corona d'espines, Com anell al dit, Judit, Lo dir de la gent, El pubill, El trinc de l'or, Otger.

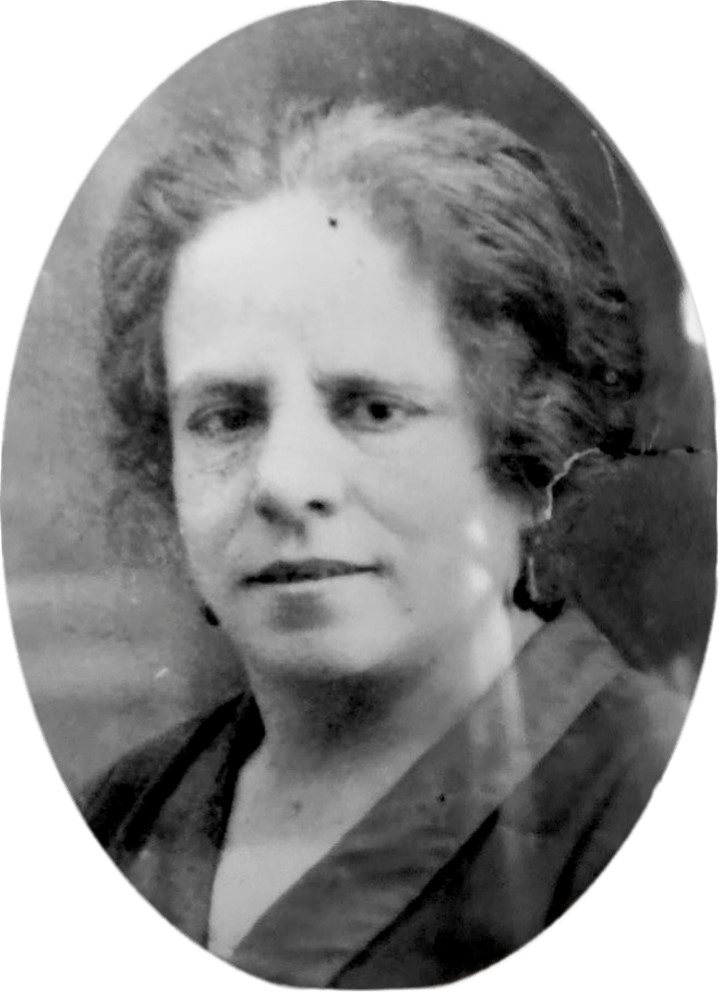
Pilar Comas i Pallardó, filla i hereva de Concepció Pallardó.

El 1885 es casà amb Francisco Comas i Cortina, amb qui tingué una filla que en fou l'hereva: Pilar Comas i Pallardó. L'estiu de 1880 es traslladà al Teatre-Circ de Mallorca amb la companyia de Lleó Fontova, encapçalada llavors per Iscle Soler i Mercè Abella. Hi representà, entre d'altres, La dida, de Pitarra, i Dones, de J. M. Arnau. El 1893-94 actuà al Teatre Granvia (abans Calvo-Vico) i la temporada següent, 1994-95, al Romea. Sota la direcció d'Enric Borràs, treballà al Romea i al Teatre Novetats. Durant l'any còmic de 1905-06 actuà al Teatre Bartrina de Reus, i posà en escena obres de Guimerà, Ignasi Iglésias, Echegaray, Suderman, Maeterlinck, etc.
Un cop abandonats els escenaris, la precària situació econòmica dels artistes retirats feia molt difícil la subsistència. L'Ajuntament de Barcelona li concedí, el 1925, una pensió fins al seu traspàs, que ocorregué el 27 de desembre de 1927. Es diu que Pallardó conegué a glòria durant la seva joventut mentre encapçalà els cartells del Romea i que, tanmateix, conegué la misèria durant la vellesa —etapa en què morí sola i desemparada.
En nombroses ocasions, el teatre Romea organitzà funcions en benefici de Concepció Pallardó, entre d'altres, el 1881, amb la 200a representació de La dida, interpretada per ella mateixa en el paper protagonista; el 1885 (amb la representació de La copa del dolor i Coses del oncle) i el 1886 (amb l'estrena de Lo full de paper, de Pere Antoni Torres, i representant ella mateixa un paper en l'obra).
El 1927, any en què morí, encara participà en una vetllada d'homenatge que se li va fer a Hostalric el 28 d'agost. A setanta-nou anys, actuà en l'obra El ferrer de tall, de Joaquim Torrents, fent-hi el paper de la baronessa.

## Trajectòria professional
- 1880, 9 de novembre. El dir de la gent, de Frederic Soler, estrenada al teatre Romea de Barcelona (en el paper de La marquesa).
- 1883, 2 d'octubre. Lo llibre del honor, de Frederic Soler i Manel Mata, estrenada al teatre Romea (en el paper de La comtesa Èlia).
- 1884, 22 de gener. Judith de Welp, d'Àngel Guimerà, estrenada al teatre Romea de Barcelona (en el paper de Judith).
- 1885, 17 de desembre. Otger, d'Antoni Ferrer i Codina, estrenada al teatre Romea de Barcelona (en el paper de Kaína).
- 1886, 15 d'abril. El pubill, de Frederic Soler, estrenada al teatre Romea (en el paper de Mariàngela).